# Unione Sportiva Akragas 1967-1968
Questa pagina raccoglie le informazioni riguardanti l'Unione Sportiva Akragas nelle competizioni ufficiali della stagione 1967-1968.

## Rosa
| N. |                   | Ruolo | Calciatore         |
| -- | ----------------- | ----- | ------------------ |
|    | Italia (bandiera) | A     | Vasco Bertolotti   |
|    | Italia (bandiera) | P     | Luigi Busetta      |
|    | Italia (bandiera) | A     | Nunzio Capestrani  |
|    | Italia (bandiera) | D     | Riccardo Carleschi |
|    | Italia (bandiera) | C     | Silvano Ciarlini   |
|    | Italia (bandiera) | D     | Antonio Cucchiara  |
|    | Italia (bandiera) | P     | Antonio De Jaco    |
|    | Italia (bandiera) | C     | Giovanni Gavagnin  |
|    | Italia (bandiera) | A     | Emilio Melli       |

| N. |                   | Ruolo | Calciatore          |
| -- | ----------------- | ----- | ------------------- |
|    | Italia (bandiera) |       | Nobile              |
|    | Italia (bandiera) | A     | Nazzareno Palazzoli |
|    | Italia (bandiera) | D     | Luciano Pomaro      |
|    | Italia (bandiera) |       | Posante             |
|    | Italia (bandiera) | A     | Benito Ragnolini    |
|    | Italia (bandiera) | C     | Giovanni Rosalem    |
|    | Italia (bandiera) | A     | Fiorenzo Serina     |
|    | Italia (bandiera) | C     | Gerardo Zamengo     |
|    | Italia (bandiera) | A     | Luigi Zecchi        |